# Herbert Mullin
Hebert William Mullin (Salinas, Califòrnia, 18 d'abril de 1947–Stockton, Califòrnia, 18 d'agost de 2022) va ser un assassí en sèrie estatunidenc responsable de la mort de tretze persones al centre de Califòrnia durant un breu però terrorífic període entre l'octubre del 1972 i el febrer del 1973. Mullin va confessar els crims, oferint una explicació esgarrifosa i irracional: creia que cometre aquests assassinats actuaria com a "sacrificis" necessaris per prevenir un imminent i devastador terratrèmol a Califòrnia. Aquesta motivació delirant, arrelada en una profunda malaltia mental, va convertir els seus actes en una de les sèries d'assassinats més pertorbadores de la història criminal de Califòrnia. Finalment, va ser declarat culpable de dos assassinats en primer grau i nou en segon grau, rebent una condemna de cadena perpètua que va complir fins a la seva mort.

## Biografia

### Infantesa i joventut
Hebert Mullin va néixer a Salinas, una ciutat agrícola a la costa central de Califòrnia. Els seus primers anys de vida semblaven relativament normals. A l'escola secundària, era considerat un estudiant intel·ligent i amb potencial, fins i tot sent votat com el "més probable d'èxit" per la seva classe. Aquesta percepció inicial contrastava starkament amb el camí fosc i violent que prendria la seva vida posteriorment.
Un punt d'inflexió crucial en la vida de Mullin va ocórrer el 1965, quan un amic molt proper va morir tràgicament en un accident de trànsit. Aquest esdeveniment va tenir un impacte profund i durador en la psique de Mullin. Va començar a mostrar signes de desequilibri emocional i va desenvolupar una intensa i inusual fascinació per la idea de la reencarnació. Aquesta obsessió es convertiria en un dels pilars de les seves futures creences delirants.
Durant aquest període, Mullin va començar a experimentar amb drogues, incloent-hi l'LSD i el cànnabis. Aquest consum de substàncies psicoactives es creu que va tenir un paper significatiu en l'exacerbació dels seus problemes de salut mental preexistents.

### Deteriorament de la Salut Mental i Primers Ingressos Psiquiàtrics
A finals de la dècada de 1960, la salut mental de Mullin es va deteriorar de manera alarmant. El seu comportament es va tornar cada vegada més erràtic i paranoic. Va començar a expressar idees estranyes i desconnectades de la realitat, i la seva capacitat per a un pensament lògic i coherent es va veure greument compromesa.
Eventualment, Mullin va ser diagnosticat amb esquizofrènia paranoide, un trastorn mental crònic caracteritzat per deliris, al·lucinacions (sovint auditives), pensament desorganitzat i altres símptomes psicòtics. Durant els anys següents, va ser ingressat en diverses institucions psiquiàtriques en un intent de tractar la seva malaltia.
Malgrat els múltiples ingressos i els tractaments rebuts, la condició d'en Mullin no va millorar de manera significativa. Va ser donat d'alta repetidament per les autoritats mèdiques, que en aquell moment no el consideraven un perill imminent per a ell mateix o per a la societat. Aquesta manca d'una intervenció efectiva i a llarg termini tindria conseqüències tràgiques.

### La Creença Delirant i la Sèrie d'Assassinat
A principis de la dècada de 1970, les idees delirants de Mullin van evolucionar cap a una creença particularment macabra i perillosa. Va començar a convèncer-se que una sèrie d'assassinats humans eren necessaris per evitar un gran terratrèmol que, segons ell, devastaria la costa de Califòrnia. Mullin creia que cada vida que prenia actuaria com un "sacrifici" que apaivagaria les forces de la natura i evitaria la catàstrofe.
Aquesta convicció delirant va impulsar la seva brutal sèrie d'assassinats, que van començar a l'octubre del 1972 i van culminar amb la seva detenció al febrer del 1973. Durant aquest curt període de temps, Mullin va assassinar tretze persones innocents al comtat de Santa Cruz. Les seves víctimes eren diverses, incloent-hi autoestopistes, un sacerdot, una família sencera i campistes. No hi havia cap connexió aparent entre les víctimes, i semblaven ser triades a l'atzar, basant-se únicament en la seva disponibilitat en el moment en què Mullin sentia la necessitat de "complir el seu deure".
Mullin va utilitzar diversos mètodes per acabar amb la vida de les seves víctimes, incloent-hi armes de foc, ganivets i cops contundents. La brutalitat dels crims va commocionar la comunitat local i va generar una gran por i angoixa.

## Crims
La sèrie d'assassinats de Herbert va durar aproximadament quatre mesos, des d'octubre de 1972 fins a febrer de 1973, principalment al comtat de Santa Cruz. Les seves víctimes eren diverses en edat, gènere i relació amb ell (la majoria eren desconeguts), i els mètodes també variaven (cops, apunyalaments, trets).
- En Lawrence "Whitey" White, un rodamón de 55 anys. Mullin el va colpejar fins a la mort amb un bat de beisbol mentre White caminava per una carretera rural. En Mullin va afirmar després que la víctima li havia enviat un missatge telepàtic dient: "Recull-me i tira'm per un penya-segat".
- La Mary Guilfoyle, una estudiant de 24 anys. La va recollir mentre feia autostop, la va apunyalar al pit i l'esquena, i va disseccionar el seu cos, escampant les restes per un turó.
- L'Henri Tomei, un sacerdot catòlic de 64 anys. En Herbert va entrar al confessionari de l'església de St. Mary a Los Gatos, va colpejar, apunyalar i donar una puntada de peu al pare el Tomei. Ho va fer perquè creia que el sacerdot s'havia ofert voluntàriament com a sacrifici per evitar el terratrèmol.
- En Jim Gianera de 25 anys, la seva dona la Joan de 21 anys, la Kathy Francis de 29 anys, el Daemon Francis de 4 anys i en David Hughes de 9 anys. En Herbert va anar a casa de la Kathy Francis, una antiga companya d'institut que li havia venut marihuana. Quan ella no hi era, va matar d'en Jim Gianera (amic de la Francis) i la seva dona la Joan, que s'allotjaven temporalment a la casa. Més tard, va tornar i va matar la Kathy Francis i els seus dos fills petits, en Daemon i en David, fill d'una amiga. El motiu aparent era que la Gianera havia contactat amb ell telepàticament per demanar ser sacrificat.
- Va matar quatre adolescents, en Robert Spector, de 18 anys; en Brian Scott Card, de 19 anys; en David Oliker, de 18 anys; en Mark Dreibelbis, de 15 anys que estaven acampats il·legalment al parc estatal Henry Cowell Redwoods. Els va disparar al cap amb un rifle.22 i els va abandonar. Va afirmar que li havien dit telepàticament: "Som peixos, però has de matar-nos per salvar la terra".
- Fred Abbie Perez, un pescador de 72 anys. En Herbert el va veure treballant al seu jardí a Santa Cruz, va aturar el cotxe, va agafar un rifle, li va disparar al pit i va marxar tranquil·lament. Aquest va ser l'únic assassinat que va tenir testimonis directes.

## Detenció, Interrogatori i Confessió
La sèrie d'assassinats va generar una intensa investigació policial i una creixent pressió sobre les forces de l'ordre per identificar i detenir el responsable. Finalment, la policia va aconseguir vincular Mullin amb alguns dels crims a través de testimonis i proves circumstancials.
Hebert Mullin va ser detingut el 13 de febrer del 1973, poc després de l'assassinat de Fred Perez. Durant l'interrogatori policial, Mullin va fer una confessió completa i detallada de tots els tretze assassinats. Va explicar amb fredor la seva creença sobre la necessitat dels sacrificis humans per prevenir el terratrèmol, i va descriure els seus actes amb una manca d'emoció que va pertorbar fins i tot els investigadors més experimentats.

## Judici i condemna
El judici d'en Herbert es va centrar en la seva salut mental. Va admetre haver comès els assassinats, però la defensa va argumentar que no era responsable penalment a causa de la seva bogeria (esquizofrènia paranoide). La fiscalia va argumentar que, tot i que clarament malalt mental, en Herbert havia mostrat premeditació i planificació en alguns dels crims (comprar armes, ocultar cossos, intentar evitar la detecció), la qual cosa indicava que podia distingir el bé del mal i, per tant, era legalment responsable.
L'agost del 1973, en Herbert va ser declarat culpable de dos càrrecs d'assassinat en primer grau (pels assassinats premeditats) i nou càrrecs d'assassinat en segon grau (pels assassinats més impulsius). Va ser condemnat a cadena perpètua amb possibilitat de llibertat condicional.

## Judici
El judici de Hebert Mullin va ser un esdeveniment mediàtic que va captivar l'atenció de tot el país. La qüestió central del judici va ser la seva salut mental i si aquesta havia de ser considerada un factor atenuant o exculpatori per als seus crims.
La defensa de Mullin va argumentar que el seu client patia una greu forma d'esquizofrènia paranoide i que, en el moment de cometre els assassinats, no era conscient de la naturalesa i les conseqüències dels seus actes. Els advocats defensors van presentar testimonis de psiquiatres que van descriure la profunditat de la psicosi de Mullin i la seva creença delirant en la necessitat dels sacrificis.
Per contra, la fiscalia va argumentar que, tot i que Mullin evidentment patia una malaltia mental, era capaç de distingir el bé del mal i era conscient de la il·legalitat dels seus actes. La fiscalia va subratllar la planificació i l'execució dels assassinats com a prova de la seva capacitat per actuar amb intenció, malgrat les seves creences delirants.
Després d'un llarg i tens judici, el jurat va emetre el seu veredicte el 19 d'agost de 1973. En Mullin va ser declarat culpable de dos càrrecs d'assassinat en primer grau (específicament per les morts d'en Jim i la Joan Gianera, on es va poder argumentar una certa premeditació) i nou càrrecs d'assassinat en segon grau. El jurat no va acceptar l'argument de la bogeria legal completa, però va reconèixer la influència de la seva malaltia mental en els crims.
Com a resultat de les seves condemnes, en Hebert Mullin va ser sentenciat a cadena perpètua.

## Empresonament i Mort
Durant els seus anys d'empresonament, en Mullin va ser reclòs en diverses presons de Califòrnia. Se li va negar la llibertat condicional en vuit ocasions diferents. En les audiències de llibertat condicional, es van revisar detalladament la brutalitat dels seus crims i la persistència de la seva malaltia mental. Les autoritats penitenciàries van considerar consistentment que en Mullin continuava representant un perill significatiu per a la societat.
Hebert Mullin va morir per causes naturals el 18 d'agost de 2022, a l'edat de 75 anys, mentre es trobava sota custòdia en una instal·lació mèdica correccional a Stockton, Califòrnia. La seva mort va marcar el final d'un capítol fosc en la història criminal de Califòrnia.

## Llegat i Implicacions
El cas de Hebert Mullin continua sent un recordatori esgarrifós de les conseqüències devastadores que pot tenir una malaltia mental greu quan no es tracta adequadament. La seva creença delirant i la seva violenta actuació subratllen la importància crucial de la detecció precoç, el tractament i el suport continu per a les persones que pateixen trastorns psicòtics.
El cas de Mullin també va generar un intens debat públic sobre el sistema de salut mental i la seva capacitat per protegir tant els individus amb malalties mentals com la societat en general. Les qüestions sobre la responsabilitat criminal en casos de malaltia mental greu i els criteris per a la bogeria legal van ser àmpliament discutides arran dels seus crims i el seu judici.
La història de Hebert Mullin serveix com un advertiment sobre els perills de la negligència en la salut mental i la necessitat d'un sistema més eficaç i compassiu per a la prevenció i el tractament de les malalties mentals greus. Els noms de les seves víctimes i la brutalitat dels seus crims romanen com un testimoni de la tragèdia que es pot evitar amb una intervenció i un suport adequats.

## Víctimes
Les 13 víctimes confirmades d'en Herbert Mullin són:
1. Lawrence "Whitey" White de 55 anys el 13 d'octubre del 1972
2. Mary Guilfoyle de 24 anys el 24 d'octubre del 1972
3. Pare Henri Tomei de 64 anys el 2 de novembre del 1972
4. Jim Ralph Gianera de 25 anys el 25 de gener del 1973
5. Joan Gianera de 21 anys el 25 de gener del 1973
6. Kathy Francis de 29 anys el 25 de gener del 1973
7. Daemon Francis de 4 anys  el 25 de gener del 1973
8. David Hughes de 9 anys el 25 de gener del 1973
9. David Oliker de 18 anys el 10 de febrer del 1973
10. Robert Spector de 18 anys el 10 de febrer del 1973
11. Brian Scott Card de 19 anys el 10 de febrer del 1973
12. Mark Dreibelbis de 15 anys el 10 de febrer del 1973
13. Fred Abbie Perez de 72 anys el 13 de febrer del 1973